# WWE Breaking Point
WWE Breaking Point fue un evento de pago por visión producido por la World Wrestling Entertainment y patrocinado por Batman: Arkham Asylum el 13 de septiembre de 2009 desde el Bell Centre en Montreal, Quebec. Su tema oficial fue «Still Unbroken» de Lynyrd Skynyrd.
Breaking Point fue incorporado a la programación de PPVs de la WWE en el año 2009, reemplazando a Unforgiven como el evento del mes de septiembre. Sin embargo, fue retirado de la programación en el 2010. Cabe destacar, que su particularidad es que las luchas estelares debían ser ganadas por algún tipo de rendición. Mientras que la lucha del Campeonato de la WWE fue un «I Quit match», la del Campeonato Mundial Peso Pesado fue un «Submission match». También se innovó la «Submission Counts Anywhere match», un tipo de lucha en el que la rendición podía suceder en cualquier parte del recinto.

## Antecedentes

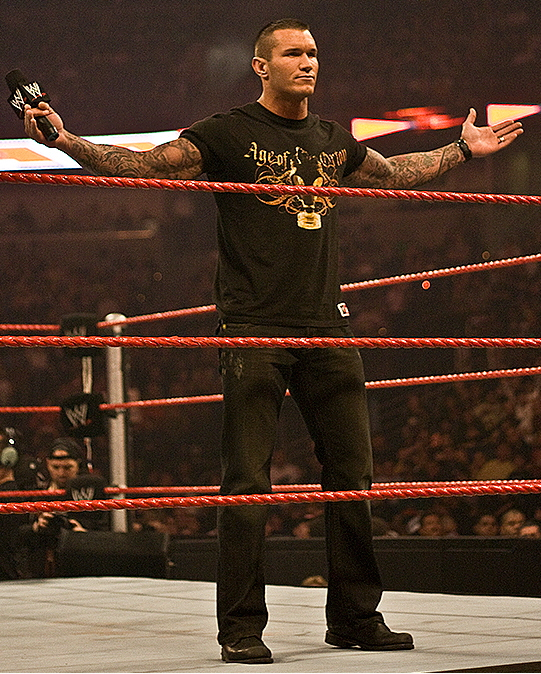
Randy Orton perdió el Campeonato ante John Cena.

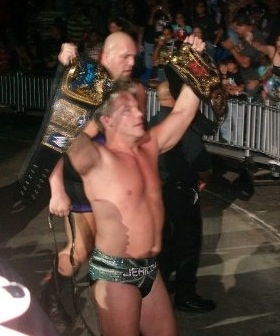
Chris Jericho & The Big Show quienes enfrentaron a MVP y Mark Henry en el evento.

Breaking Point contó con muchas luchas de rendición. Todos los luchadores eran de Raw, SmackDown y ECW.
El evento principal de la marca Raw fue la lucha entre Randy Orton y John Cena por el Campeonato de la WWE. Durante la lucha Orton intencionalmente consiguió ser descalificado por conteo fuera del ring y cubrió a Cena tras un RKO, pero después Vince McMahon proclamó que como resultado de la lucha y las acciones de Orton en retener el título, concedería a Cena una revancha y si alguien tuviera que intervenir en nombre de Orton, en respuesta a las interferencias durante la lucha anterior de Ted DiBiase, perdería el campeonato. En el espíritu del concepto de la presentación de la serie, el título fue defendido en un «I Quit» match.
Después de ganar el Campeonato Mundial Peso Pesado en SummerSlam, CM Punk defendió el título en el siguiente episodio de SmackDown contra Jeff Hardy. Se anunció que el ganador de la pelea defenderá el título contra The Undertaker en Breaking Point en una pelea en la que sólo se podía ganar por medio de rendición.
Después de lo ocurrido en WrestleMania XXIV del año pasado, Floyd Mayweather, Jr. tuvo una lucha contra The Big Show. Mayweather anunció que MVP y Mark Henry recibirían una lucha contra Show y Chris Jericho por el Campeonato Unificado WWE Tag Team en Breaking Point.
Durante un desafío qué duró toda la noche el 27 de julio en un episodio de Raw para determinar quién desafiaría a Randy Orton por el Campeonato de la WWE en SummerSlam, Triple H tuvo que derrotar a su oponente Cody Rhodes en un tiempo de 06:49. Esto llevó a qué Triple H se aliara con su compañero Shawn Michaels para enfrentarse a sus adversarios en SummerSlam. Después de continuas interferencias y ataques, fue anunciado en WWE.com que los dos equipos se enfrentarían en Breaking Point en un tipo de combate en el que se puede ganar en cualquier parte del escenario.

## Resultados
- Dark match: Evan Bourne derrotó a Chavo Guerrero.[14]
  - Bourne cubrió a Guerrero después de un «Air Bourne»
  - Durante la lucha Hornswoggle distrajo a Guerrero.
- Jeri-Show (Chris Jericho & The Big Show) derrotaron a Montel Vontavious Porter & Mark Henry y retuvieron el Campeonato Unificado en Parejas de la WWE (12:13)[15]
  - Jericho cubrió a Henry después de un «KO Punch» de Show.
- Kofi Kingston derrotó a The Miz y retuvo el Campeonato de los Estados Unidos (11:56)[16]
  - Kingston cubrió a The Miz después de un «Trouble in Paradise».
- The Legacy (Cody Rhodes & Ted DiBiase) derrotaron a D-Generation X (Triple H & Shawn Michaels) en un Submissions Count Anywhere (21:40)[13]
  - Rhodes y DiBiase forzaron a Michaels a rendirse con una «Figure 4 Leg Lock» y un «Million Dollar Dream» respectivamente, aplicadas al mismo tiempo sobre un poste del ring.
- Kane derrotó a The Great Khali en un Singapore Cane Match (08:34)[17]
  - Kane cubrió a Khali después de un «Chokeslam».
- Christian derrotó a William Regal y retuvo el Campeonato de la ECW (10:11)[18]
  - Christian cubrió a Regal después de un «Killswitch»
  - Si Vladimir Kozlov o Ezekiel Jackson acudían a ayudar a Regal, perdería el combate.
- John Cena derrotó a Randy Orton en un «I Quit» match y ganó el Campeonato de la WWE (19:46)[19]
  - Cena forzó a Orton a rendirse con un «STF» con una cadena de metal en la boca de Orton.
  - Si alguien acudía a ayudar a alguien, el beneficiado perdería el combate.
- CM Punk derrotó a The Undertaker en un Submission match y retuvo el Campeonato Mundial Peso Pesado (11:33)[20]
  - Punk le aplicó a Undertaker un «Anaconda Vise» pero el árbitro le dio la victoria a Punk sin que Undertaker se rindiera.
  - Originalmente, Undertaker forzó a Punk a rendirse con un «Hell's Gate» pero Theodore Long reanudó la lucha por estar esa llave prohibida.
  - Esta situación emula a la Traición de Montreal.

### Otros Roles
- Comentaristas en inglés
  - Michael Cole - RAW
  - Jerry Lawler - RAW
  - Todd Grisham - SmackDown
  - Jim Ross - SmackDown
  - Josh Mathews - ECW
  - Matt Striker - ECW
- Comentaristas en español
  - Carlos R. Cabrera
  - Hugo Savinovich
- Entrevistador
  - Josh Mathews
- Anunciador del Ring
  - Lilian García - RAW
  - Justin Roberts - SmackDown
  - Tony Chimel - ECW
- Árbitros
  - Scott Armstrong
  - Mike Chioda
  - Chad Patton
  - Jack Doan
  - John Cono
  - Charles Robinson
  - Aaron Mahoney
  - Justin King

## Recepción
El evento recibió generalmente críticas negativas debido a su mala calidad. La Revista The Sun calificó positiva la pelea de Randy Orton contra John Cena por el título. Sin embargo, el periódico criticó duramente la lucha entre CM Punk y The Undertaker por el Campeonato. En general, el evento recibió una puntuación de 8 sobre 10. Mientras que Brian Elliott escribió para Slam! sobre el evento dándole una calificación de 7 sobre 10, en el cual la pelea entre Kane y The Great Khali fue la qué tuvo la peor calificación obtuvo, con un 1 sobre 10.